# Nowy Młyn (powiat grudziądzki)
Nowy Młyn – osada w Polsce położona w województwie kujawsko-pomorskim, w powiecie grudziądzkim, w gminie Świecie nad Osą.
W latach 1975–1998 miejscowość administracyjnie należała do województwa toruńskiego.